# Wallegemmolen

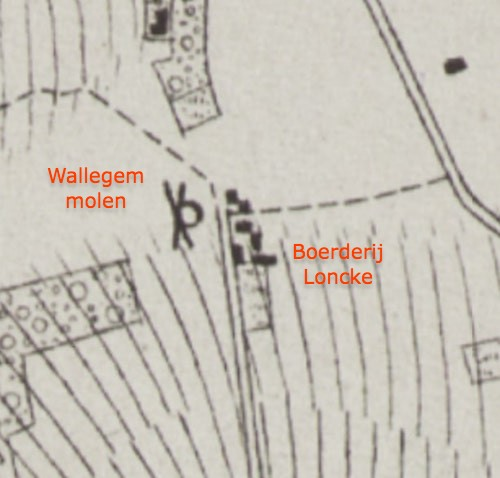
Wallegemmolen op de Vandermaelenkaart (1846-1854).

De Wallegemmolen of Hulstemolen was een molen die reeds in de 15e eeuw voorkwam op het hoogste punt van Hulste, op Hoog-Wallegem (35m boven zeespiegel). Het was de oudste van de drie molens van Hulste. In 1912, kort voor de Eerste Wereldoorlog werd het afgebroken. Bijna 350 jaar en elf generaties lang waren de Loncke’s molenaar op ‘t Hoog-Wallegem. Daarmee zou het één van de langstlopende familiebedrijven van België zijn.

## Geschiedenis
De oudste vermelding gaat terug tot het jaar 1444. In 1571 was Joos Loncke eigenaar , zoals te lezen is in een belastingskohier van dat jaar. Voor bijna 350 jaar zouden De Loncke's  ononderbroken de molen draaiende houden.
Joannes Loncke, van de 7de generatie, kocht in 1817 een boerderijtje met de verderop gelegen afgebrande Muizelmolen. Hij stond in voor de herstelling. Richard Loncke, de laatste van de Loncke's, erfde de Wallegemmolen in 1901 en huwde met Ludovica Veys op 13 mei 1903. Beiden leefden niet lang. Richard heeft na het overlijden van Ludovica op 10 juni 1911 Hulste verlaten en is naar Noord-Frankrijk getrokken. Jan Lauwers was de laatste molenaar.  
Achiel Glorieux van Waregem kocht de molen in goede staat en kwam op 16 mei 1912 naast de hoeve wonen. Hij had weinig zin om molenaartje te zijn, want in hetzelfde jaar laat hij de molen afbreken. 
Een afbeelding van de molen kan gevonden worden op een 18-eeuwse kaart van Hulste uit het familiearchief van Wittouck, bewaard in het Rijksarchief. Op de huidige plek aan de Wantestraat 11 staat nu een huis. Het is de hoeve die Sylvère Malfait en zijn vrouw Anna De Pourcq bouwden voor hun pensioen.

## Toponomie
De Hulstemolenstraat is naar deze molen vernoemd.